# Gare de Cinkota alsó
La gare de Cinkota alsó est une gare ferroviaire hongroise, située dans le 16e arrondissement de la capitale Budapest  dans le quartier de Cinkota. 